# Lista de astronauta Chinês
Esta é uma lista de astronauta Chinês, pessoas treinadas pela Administração Espacial Nacional da China para comandarem, pilotarem ou tripularem uma nave espacial.
Enquanto o programa espacial chinês desenvolvia-se durante os anos 60, diversas propostas de naves tripuladas foram realizadas. A primeira proposta do tipo ocorreu no fim dos anos 60 e começo dos 70, com a Shuguang, que deveria ter lançado o primeiro taikonauta em 1973. Para este programa, 19 taikonautas foram selecionados em 1971. Entretanto, pouco após o estabelecimento destes planos, diversos cientistas conectados com o projeto foram denunciados durante a Revolução Cultural Chinesa, congelando o processo.
O Corpo de astronauta Chinês do Exército da Liberação Popular foi estabelecido em 1998 para a seleção dos taikonautas do programa Shenzhou. Em 2003, Yang Liwei foi lançado abordo da Shenzhou 5, tornando-se a primeira pessoa lançada pelo programa espacial chinês. Esta realização tornou a China o terceiro país a lançar humanos de forma independente. Durante a Shenzhou 7, Zhai Zhigang tornou-se o primeiro cidadão chinês a realizar uma atividade extraveicular. Em 2012, Liu Yang tornou-se a primeira chinesa no espaço.

## Astronauta

### Voaram
| Nº | Nome            | Imagem | Seleção        | Primeira missão                   | Status  | Ref.   |
| -- | --------------- | ------ | -------------- | --------------------------------- | ------- | ------ |
| 1  | Yang Liwei      |        | China-1 (1998) | Shenzhou 5 15.10.2003             | Inativo | [ 6 ]  |
| 2  | Fei Junlong     |        | China-1 (1998) | Shenzhou 6 12-16.10.2003          | Ativo   | [ 7 ]  |
| 3  | Nie Haisheng    |        | China-1 (1998) | Shenzhou 6 12-16.10.2005          | Ativo   | [ 8 ]  |
| 4  | Jing Haipeng    |        | China-1 (1998) | Shenzhou 7 25-28.09.2008          | Ativo   | [ 9 ]  |
| 5  | Liu Boming      |        | China-1 (1998) | Shenzhou 7 25-28.09.2008          | Ativo   | [ 10 ] |
| 6  | Zhai Zhigang    |        | China-1 (1998) | Shenzhou 7 25-28.09.2008          | Ativo   | [ 11 ] |
| 7  | Liu Wang        |        | China-1 (1998) | Shenzhou 9 16-29.06.2012          | Ativo   | [ 12 ] |
| 8  | Liu Yang        |        | China-2 (2010) | Shenzhou 9 16-29.06.2012          | Ativa   | [ 13 ] |
| 9  | Zhang Xiaoguang |        | China-1 (1998) | Shenzhou 10 11-26.06.2013         | Ativo   | [ 14 ] |
| 10 | Wang Yaping     |        | China-2 (2010) | Shenzhou 10 11-26.06.2013         | Ativa   | [ 15 ] |
| 11 | Chen Dong       |        | China-2 (2010) | Shenzhou 11 16.10-18.11.2016      | Ativo   | [ 16 ] |
| 12 | Tang Hongbo     |        | China-2 (2010) | Shenzhou 12 17.06-17.09.2021      | Ativo   | [ 17 ] |
| 13 | Ye Guangfu      |        | China-2 (2010) | Shenzhou 13 15.10.2021-16.04.2022 | Ativo   | [ 18 ] |
| 14 | Cai Xuzhe       |        | China-2 (2010) | Shenzhou 14 05.06.2022-atualmente | Ativo   | [ 19 ] |
| 15 | Deng Qingming   |        | China-1 (1998) | Shenzhou 15 29.11.2022-03.06.2023 | Ativo   | [ 20 ] |
| 16 | Zhang Lu        |        | China-2 (2010) | Shenzhou 15 29.11.2022-03.06.2023 | Ativo   | [ 21 ] |
| 17 | Zhu Yangzhu     |        | China-3 (2020) | Shenzhou 16 30.05.2023-31.10.2023 | Ativo   | [ 22 ] |
| 18 | Gui Haichao     |        | China-3 (2020) | Shenzhou 16 30.05.2023-31.10.2023 | Ativo   | [ 23 ] |
| 19 | Tang Shengjie   |        | China-3 (2020) | Shenzhou 17 26.10.2023-atualmente | Ativo   | [ 24 ] |
| 20 | Jiang Xinlin    |        | China-3 (2020) | Shenzhou 17 26.10.2023-atualmente | Ativo   | [ 25 ] |
| 21 | Li Cong         |        | China-3 (2020) | Shenzhou 18 25.04.2024-atualmente | Ativo   | [ 26 ] |
| 22 | Li Guangsu      |        | China-3 (2020) | Shenzhou 18 25.04.2024-atualmente | Ativo   | [ 27 ] |
| 23 | Song Lingdong   |        | China-3 (2020) | Shenzhou 19 29.10.2024-atualmente | Ativo   | [ 28 ] |
| 24 | Wang Haoze      |        | China-3 (2020) | Shenzhou 19 29.10.2024-atualmente | Ativa   | [ 29 ] |

## Seleção

### Convidados
| Nº | Nome             | Status  | Voou? | Ref.   |
| -- | ---------------- | ------- | ----- | ------ |
| 1  | Li Qinglong [en] | Inativo | Não   | [ 31 ] |
| 2  | Wu Jie [en]      | Inativo | Não   | [ 32 ] |

### China-1
| Nº | Nome                | Status  | Voou? | Ref.   |
| -- | ------------------- | ------- | ----- | ------ |
| 1  | Chen Quan [en]      | Inativo | Não   | [ 34 ] |
| 2  | Deng Qingming       | Ativo   | Sim   | [ 20 ] |
| 3  | Fei Junlong         | Ativo   | Sim   | [ 7 ]  |
| 4  | Jing Haipeng        | Ativo   | Sim   | [ 9 ]  |
| 5  | Li Qinglong [en]    | Inativo | Não   | [ 31 ] |
| 6  | Liu Boming          | Ativo   | Sim   | [ 10 ] |
| 7  | Liu Wang            | Ativo   | Sim   | [ 12 ] |
| 8  | Nie Haisheng        | Ativo   | Sim   | [ 8 ]  |
| 9  | Pan Zhanchun [en]   | Inativo | Não   | [ 35 ] |
| 10 | Wu Jie [en]         | Inativo | Não   | [ 32 ] |
| 11 | Yang Liwei          | Inativo | Sim   | [ 6 ]  |
| 12 | Zhai Zhigang        | Ativo   | Sim   | [ 11 ] |
| 13 | Zhang Xiaoguang     | Ativo   | Sim   | [ 14 ] |
| 14 | Zhao Chuandong [en] | Inativo | Não   | [ 36 ] |

### China-2
| Nº | Nome        | Status | Voou? | Ref.   |
| -- | ----------- | ------ | ----- | ------ |
| 1  | Cai Xuzhe   | Ativo  | Sim   | [ 19 ] |
| 2  | Chen Dong   | Ativo  | Sim   | [ 16 ] |
| 3  | Liu Yang    | Ativa  | Sim   | [ 13 ] |
| 4  | Tang Hongbo | Ativo  | Sim   | [ 17 ] |
| 5  | Wang Yaping | Ativa  | Sim   | [ 15 ] |
| 6  | Ye Guangfu  | Ativo  | Sim   | [ 18 ] |
| 7  | Zhang Lu    | Ativo  | Sim   | [ 21 ] |

### China-3
18 candidatos. A lista apresenta por ordem de voo.
| Nº | Nome          | Status | Voou? | Ref.          |
| -- | ------------- | ------ | ----- | ------------- |
| 1  | Zhu Yangzhu   | Ativo  | Sim   | [ 39 ] [ 22 ] |
| 2  | Gui Haichao   | Ativo  | Sim   | [ 39 ] [ 23 ] |
| 3  | Tang Shengjie | Ativo  | Sim   | [ 24 ] [ 40 ] |
| 4  | Jiang Xinlin  | Ativo  | Sim   | [ 25 ] [ 40 ] |
| 5  | Li Cong       | Ativo  | Sim   | [ 26 ]        |
| 6  | Li Guangsu    | Ativo  | Sim   | [ 27 ]        |
| 7  | Song Lingdong | Ativo  | Sim   | [ 28 ]        |
| 8  | Wang Haoze    | Ativa  | Sim   | [ 29 ]        |